# ホテルJALシティ松山
ホテルJALシティ松山（ホテルジャルシティまつやま）は、愛媛県松山市にあったホテル。ホテルJALシティの1つである。

## 概要
2000年8月28日オープン。
2005年よりアセット･オペレーターズ（後にMBKオペレーターズに商号変更）がホテル所有者から不動産及び営業権を譲り受け、不動産は流動化した上で、オペレーターズ社がホテルの運営業務を行っている。MBKオペレーターズは2011年に親会社に吸収合併され、現在はマーチャント・バンカーズが運営業務を受託している。
2017年6月30日 ホテルJALシティ松山としての営業終了。7月1日よりホテルマイステイズ松山マイステイズ・ホテル・マネジメントとしてリブライド。

## フロア
4階 - 12階
客室
3階
宴会場、ボードルール、スタールーム
2階
宴会場、日本料理「さわふく」、エステサロン「iya-sha」
1階
フロント、サロン、イタリアン料理「ラ･テラッツァ」、ビジネスセンター

## 周辺
- 愛媛新聞社本社
- 南海放送本社
- 高知銀行松山支店
- 朝銀西信用組合愛媛支店

## アクセス
- 伊予鉄道
  - 西堀端駅すぐ。
  - 大手町駅から徒歩約5分。
- JR四国松山駅から徒歩約8分。
- 伊予鉄バス愛媛新聞社前バス停すぐ。